# Мейсвілл (Північна Кароліна)
Мейсвілл (англ. Maysville) — місто (англ. town) в США, в окрузі Джонс штату Північна Кароліна. Населення — 818 осіб (2020).

## Географія
Мейсвілл розташований за координатами 34°54′14″ пн. ш. 77°13′50″ зх. д. / 34.90389° пн. ш. 77.23056° зх. д. (34.903985, -77.230552).  За даними Бюро перепису населення США в 2010 році місто мало площу 1,82 км², уся площа — суходіл. В 2017 році площа становила 2,22 км², з яких 2,22 км² — суходіл та 0,00 км² — водойми.

## Демографія
Згідно з переписом 2010 року, у місті мешкало 1019 осіб у 409 домогосподарствах у складі 269 родин. Густота населення становила 561 особа/км².  Було 489 помешкань (269/км²).
Расовий склад населення:
| - 48,8 % — чорних або афроамериканців - 45,2 % — білих - 0,7 % — корінних американців - 0,7 % — азіатів - 1,3 % — осіб інших рас |

До двох чи більше рас належало 3,3 %. Частка іспаномовних становила 4,7 % від усіх жителів.
За віковим діапазоном населення розподілялося таким чином: 25,1 % — особи молодші 18 років, 63,6 % — особи у віці 18—64 років, 11,3 % — особи у віці 65 років та старші. Медіана віку мешканця становила 32,1 року. На 100 осіб жіночої статі у місті припадало 90,5 чоловіків;  на 100 жінок у віці від 18 років та старших — 88,4 чоловіків також старших 18 років.
Середній дохід на одне домашнє господарство  становив 35 344 долари США (медіана — 24 432), а середній дохід на одну сім'ю — 46 332 долари (медіана — 41 324). За межею бідності перебувало 23,5 % осіб, у тому числі 19,0 % дітей у віці до 18 років та 30,8 % осіб у віці 65 років та старших.
Цивільне працевлаштоване населення становило 348 осіб. Основні галузі зайнятості: освіта, охорона здоров'я та соціальна допомога — 33,6 %, мистецтво, розваги та відпочинок — 18,1 %, роздрібна торгівля — 12,9 %, науковці, спеціалісти, менеджери — 10,6 %.